# Kamshybek Kunkabayev
Kamshybek Kunkabayev (født 18. november 1991) er en kasakhisk bokser.
Han repræsenterede Kasakhstan under sommer-OL 2020 i Tokyo, hvor han vandt bronze i super-sværvægt.